# Louis Catel
Pour les articles homonymes, voir Catel.
Louis Frédéric Catel (Ludwig Friedrich Catel en allemand), né le 20 juin 1776 à Berlin et mort dans la même ville le 15 novembre 1819, est un architecte et décorateur d'intérieur prussien.

## Biographie

### Antécédents
Descendant d'une dynastie francophone de réfugiés huguenots de la Colonie française en Prusse, il avait pour prénom d'usage le prénom français de Louis sous lequel il était usuellement connu de ses compatriotes,,,, et dont la germanisation en Ludwig semble être un fait rétrospectif de certaines publications allemandes.
Il est le fils aîné de Pierre-Frédéric Catel, quincailler, fabricant de jouets et d'éventails et assesseur au tribunal français de Berlin, et d'Elisabeth Wilhelmine Rousset. Son frère cadet Franz Ludwig Catel deviendra un artiste peintre paysagiste renommé.
À Weimar, les deux frères Catel fréquentent Johann Wolfgang von Goethe et Friedrich von Schiller en 1797. Puis ils visitent la Suisse en 1798 avant de séjourner à Paris, où ils font la connaissance de Wilhelm von Humboldt. Louis y perfectionne son savoir architectural et y revient de nouveau pendant quelques mois en 1807.
De retour à Berlin, les frères Catel s'associent pour créer une fabrique de scagliola ou stuc marbre qui est déjà active en 1802. Son cadet se consacrant à sa carrière artistique, Louis en devient rapidement le seul directeur et propriétaire. La production de sa manufacture acquiert rapidement une solide renommée,,,. Il emploie cette matière pour fabriquer des ornements de décoration intérieure : pavés de mosaïque, cheminées, vases, tables, incrustations de mobilier et de panneaux muraux. Les formes et motifs de ces éléments décoratifs sont en partie conçus d'après des modèles du sculpteur Johann Gottfried Schadow, qui est un ami des frères Catel.

### Œuvre architecturale

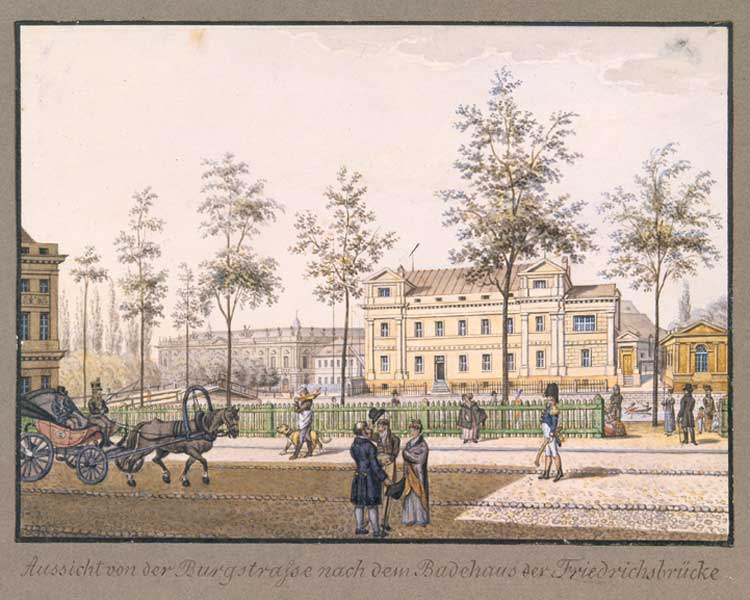
Immeuble des Bains Welper à Berlin, aquarelle de Friedrich August Calau (après 1804).

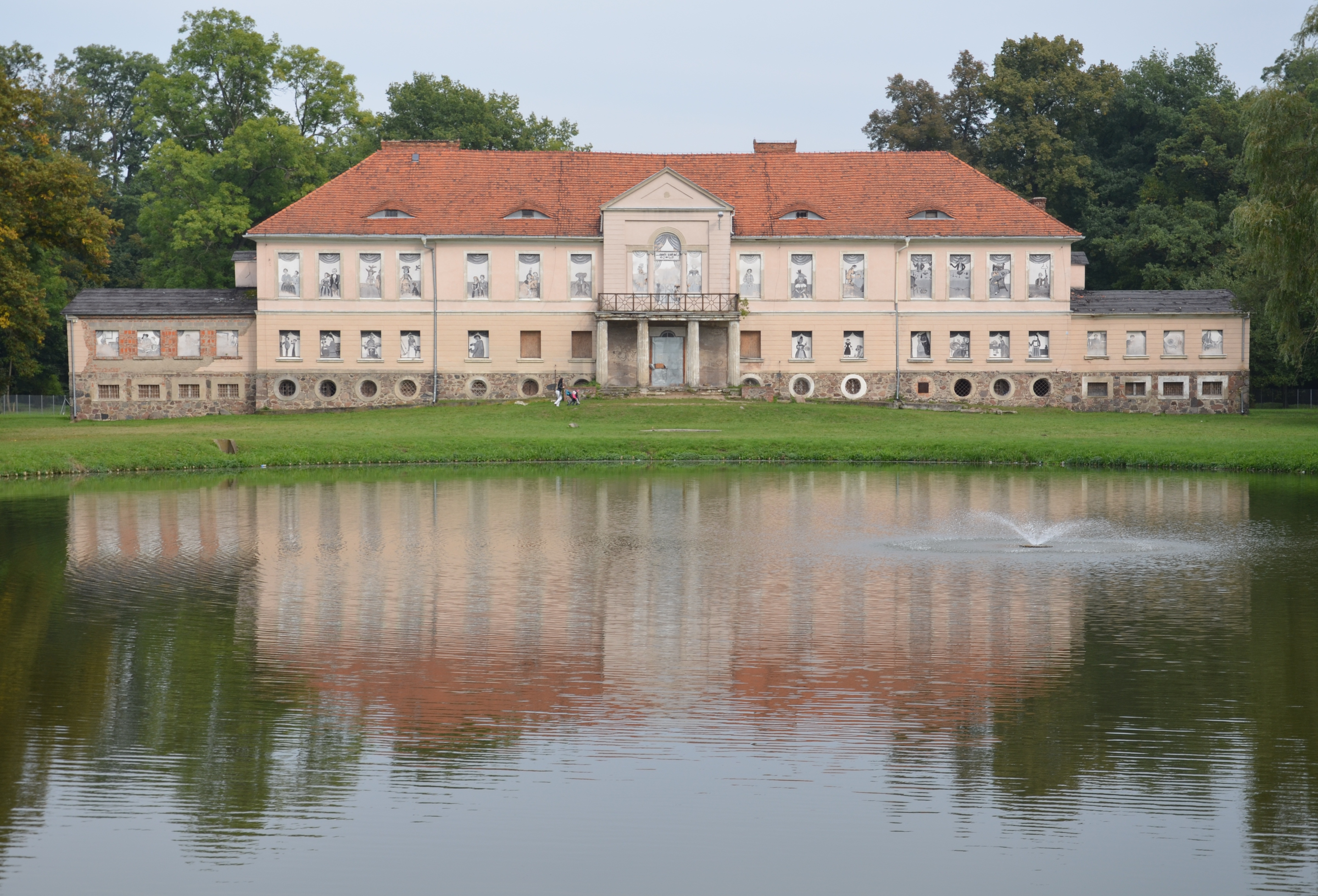
Château d'Owińska (Pologne).

En tant qu'architecte, Louis Catel est un élève de Friedrich Gilly. Il construit en 1802, pour le compte du médecin de la cour  Georg Adolph Welper, un établissement de bains publics placé sur la Spree dans l'Île aux Musées (Berlin), lequel est déplacé en 1817 dans un nouvel édifice (de) également construit sur ses plans. Catel est recruté en 1803 par le grand négociant et manufacturier Sigmund Otto Joseph von Treskow (de), propriétaire du domaine d'Owińska, pour dresser sous la supervision de Gilly les plans du grand château de style néoclassique qui est édifié sur la propriété de 1804 à 1806. Il suit ensuite la construction de ce château d'Owińska (de), auquel son confrère Karl Friedrich Schinkel apporte quelques embellissements et agrandissements lors de son achèvement. Les deux disciples de Gilly, qui ne sont pas encore brouillés, coopèrent dans la conception des intérieurs de ce petit palais de campagne. Dans un registre plus modeste, Catel construit aussi un moulin à gypse à Stern. Il est par ailleurs l'auteur d'un projet de Monument à la gloire du roi de Prusse Frédéric le Grand en 1806. Il édifie enfin une orangerie à Berlin-Pankow en 1814-1815.
Toutefois Louis Catel se spécialise principalement en architecture d'intérieur, domaine auquel il doit sa réputation professionnelle et sa notoriété et où il accomplit ses plus belles réalisations, en utilisant notamment les matériaux de sa fabrique de mosaïque et de stuc marbré pour créer des décors et pièces de mobilier de style néoclassique et Empire. Sa première création notable dans ce cadre est l'aménagement des appartements du palais ducal de Weimar qu'il orne entre autres de magnifiques mosaïques, pour le compte du duc de Weimar. À ce chantier, qui dure de 1801 à 1803, succède celui de l'aménagement de la chambre à coucher de la reine Louise au Palais du Kronprinz à Berlin en 1803. Catel intervient également sur les intérieurs du château de Potsdam, dont il décore les chambres en 1803-1804 en s'inspirant du style français. Pour ce palais, sa plus remarquable réalisation est la splendide décoration du Cabinet Étrusque, dont les murs et le plafond sont revêtus de panneaux de scènes à l'antique conçus avec son frère Franz Ludwig, et le sol carrelé de dalles en stuc marbre.

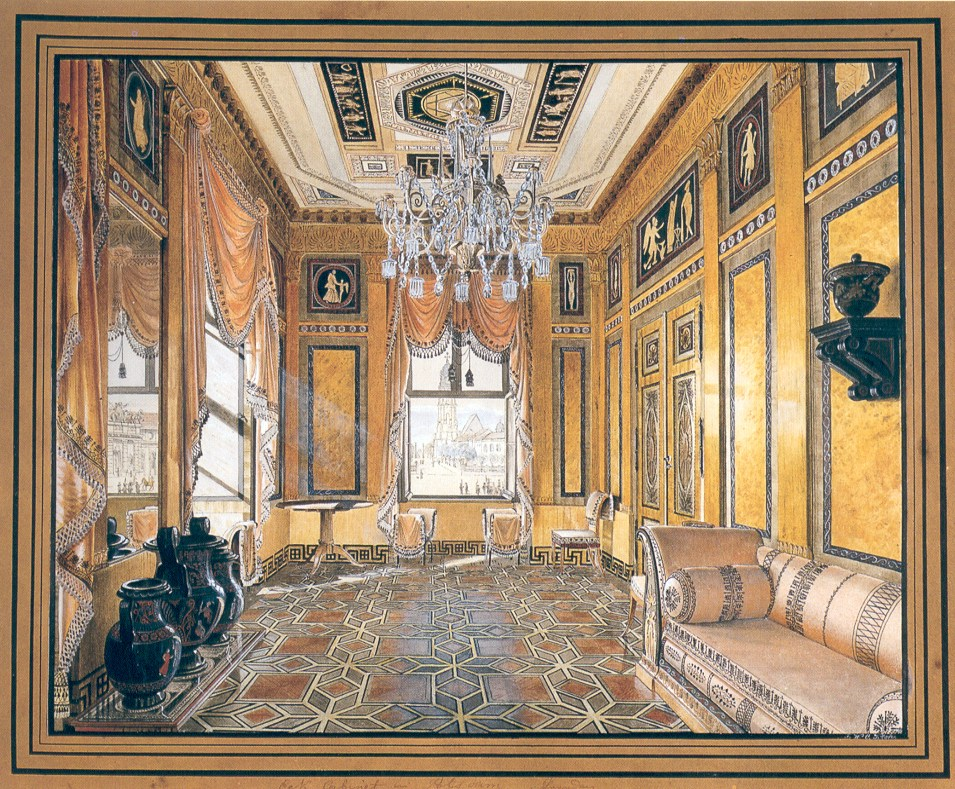
Vue du Cabinet étrusque du château de Potsdam, aquarelle de Friedrich Wilhelm Klose (entre 1820 et 1840).

Enfin, Louis Catel est à partir de 1809 le maître d'œuvre, sous l'autorité du directeur général des bâtiments Peter Joseph Krahe (en), de l'aménagement intérieur du château de Brunswick. Leur commanditaire est le roi de Westphalie Jérôme Bonaparte, qui veut faire de l'ex-résidence ducale des ducs de Brunswick son palais d’hiver. Catel en dessine les décors intérieurs et le trône en bois sculpté peint et doré. En outre, une partie du mobilier est issue de sa manufacture de mosaïque,. Catel commande aussi une série de bas-reliefs destinés à la salle du trône à son ami Johann Gottfried Schadow. À l'issue des travaux, il publie en 1811 un petit guide en français des appartements royaux, intitulé Description des appartements nouvellement décorés dans le château royal de Brunswick.
Les qualités professionnelles de Louis Catel bénéficient d'une reconnaissance institutionnelle : il enseigne comme professeur à l'Académie des arts de Berlin, et reçoit le titre de conseiller des bâtiments de la couronne de Prusse, sans qu'aient eu de suite les accusations de sympathies françaises durant l'occupation napoléonienne qui avaient été portées contre lui par quelques détracteurs.

### Écrits théoriques
On doit également à Louis Catel une œuvre de théoricien de l'architecture au caractère polyvalent, puisqu'il s'intéresse tour à tour à la conception des salles de spectacle, des églises, des musées, des ponts, à la fabrication des briques et même à l'art poliorcétique.
Ses réflexions les plus originales et innovantes concernent le domaine de l'acoustique. Il le fait d'abord en théorisant la construction théâtrale avec l'ambition de concevoir la salle de théâtre idéale, dans Vorschläge zur Verbesserung der Schauspielhäuser (« Propositions pour l'amélioration des salles de spectacles »), publié en 1802, que son compatriote prussien d'extraction huguenote Paul Jérémie Bitaubé, établi à Paris, fait connaître en France et présente à l'Institut dont il est membre. Catel y revient ensuite en 1815 dans Grundzüge einer Theorie der Bauart protestant Kirchen (« Fondements d’une théorie de la conception des églises protestantes »), étude sur l’architecture religieuse protestante où il argumente sur la réverbération de la parole. Toutefois cet essai théorique a aussi une dimension polémique, par laquelle il croise le fer avec son ancien collègue Karl Friedrich Schinkel au sujet du projet de reconstruction de la Petrikirche de Berlin (de), ravagée par un incendie en 1809. Catel préconise un plan d'église d'une nudité toute protestante, centré sur le dôme et l'autel et favorisant la résonance, en nette divergence avec le projet ornemental présenté par Schinkel. Mais la controverse se conclut à l'avantage de ce dernier.
Dans un genre plus mineur, Catel publie aussi des critiques d'art (architecture, spectacles) dans des gazettes berlinoises : les Berlinische Nachrichten von Staats- und schehrten Sachen (de) et la Vossische Zeitung, dans laquelle il donne ainsi un compte rendu émerveillé de la première représentation à Berlin de l'opéra romantique  Ondine mis en musique par E.T.A. Hoffmann.

### Action philanthropique et associative
Doublement animé par le patriotisme prussien et l'esprit de charité protestant, Louis Catel est l'inspirateur et l'un des sept fondateurs d'un établissement de bienfaisance destiné à recueillir les nombreux enfant restés abandonnés à Berlin après la défaite prussienne de 1806. Cet orphelinat financé par la charité privée prend en 1807 le nom de Fondation Louise (de) en l'honneur de la reine de Prusse qui accepte d'en être la marraine. Cette institution existe encore de nos jours.
Il est par ailleurs l'initiateur et le cofondateur, avec son ami Johann Gottfried Schadow (qui en est le premier président), de la Berlinischer Künstler verein (« Association des artistes de Berlin ») créée le 22 novembre 1814.
Atteint d'aliénation mentale depuis plusieurs mois, Louis Catel meurt prématurément en 1819 à l'âge de 43 ans.

## Publications
- (de) Vorschläge zur Verbesserung der Schauspielhäuser, Berlin, 1802.
- (de) Vorschläge zu einigen wesentlichen Verbesserungen der Fabrikation der Ziegel, Berlin, 1806.
- (de) Guter Rath für denjeningen Landmamn welcher durch die Folgen des Kriegs sein Wohuhaus, etc, Berlin, 1808.
- (de) Ueber der zweckmässige Organisation des öffentlich. Baumewesens in einem Staat, Berlin, 1808.
- Description des appartements nouvellement décorés dans le château royal de Brunswick, Braunschweig, 1811.
- (de) Der Hellepol der Neueren, Berlin, 1814.
- (de) Grundzüge einer Theorie der Bauart protestant Kirchen, Berlin, 1815.
- (de) Evörterung über dem Verhältniss der Strom-Profile zu den darüber zu wölbenden Brücken und Canolbögen, Berlin, 1816.
- (de) Die Heizunq mit Wasserdömpfen dargestellt und erörtert, Berlin, 1817.
- (de) Darstellung eines Schauspielhauses in Ansicht, Grundriss, Aufriss, und Durchschnitten in einem Kupferstiche gegeben, Berlin, 1818.
- (de) Museum begründet, entworfen und dargestellt nach seiner Urform, Berlin, 1818.
- (de) Umriss eines Systems der Vertheidigungs-und Befestigungskunst, Berlin, 1818.